# Vespasiano Martins
Vespasiano Barbosa Martins (Campo Grande, 4 de agosto de 1889 — Campo Grande, 14 de janeiro de 1965) foi um médico e político brasileiro. Foi intendente uma vez e prefeito de Campo Grande por três vezes, governador e foi senador por Mato Grosso em dois mandatos.

## Biografia
Vespasiano Barbosa Martins nasceu em 4 de agosto de 1889 na Fazenda Campeiro, na localidade de Sidrolândia, nos arredores da atual cidade de Campo Grande, atual capital de Mato Grosso do Sul. Era filho do casal Henrique José Pires Martins e de Marcelina Barbosa Martins.
Os seus familiares por parte de mãe foram pioneiros da região sul de Mato Grosso e tiveram influencia no povoamento da localidade então conhecida por "Campo Grande da Vacaria", que recebeu muitas famílias vindas do Rio Grande do Sul. A família era dedicada à pecuária e atuava na política local, contribuindo para o desenvolvimento econômico daquela região.
Vespasiano Martins fez os estudos primários em Uberaba e o secundário no Ginásio Diocesano de Cuiabá. Ingressou na Faculdade de Medicina do Rio de Janeiro, na então capital do Brasil, diplomando-se no ano de 1915 e se especializando em ginecologia e cirurgias.
Em 1916, retornou a Campo Grande e lá passou a clinicar, acumulando dois anos mais tarde a intendência municipal. Em meados da década de 1920, viajou pela Europa, visitando países como Alemanha e França com o intuito de acumular experiências e aprendizado na sua profissão. Em 1926, mudou-se para a cidade de São Paulo, onde clinicou por cinco anos, chefiando o serviço de cirurgia do Hospital Alemão.
Em 1924, candidatou-se a prefeitura de Campo Grande, pelo partido Centro Cívico, porém, perdeu o pleito para Antero Pais de Barros, um tradicional político da região, em uma eleição considerada fraudulenta.
Apoiou a Revolução de 1930, ocorrida em outubro daquele ano, e em 1931 foi nomeado em prefeito de Campo Grande, graças ao apoio do Partido União Liberal de Mato Grosso, legenda recém criada e que defendia os ideais da revolução.

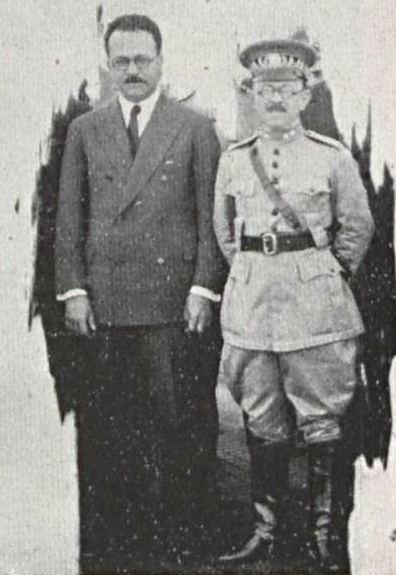
Vespasiano Martins e Bertoldo Klinger em 1932

### Revolução Constitucionalista
Participou da Revolução Constitucionalista de 1932, deflagrada em 9 de julho daquele ano em São Paulo, tendo atuado também nas conspirações que precederam o início do levante ao lado do general Bertoldo Klinger que comandava a Circunscrição Militar de Mato Grosso, sediada em Campo Grande. Porém, com a súbita exoneração do general Klinger daquele cargo, em 8 de julho, ficou comprometida as conspirações em curso no Mato Grosso e a adesão total ao levante das unidades do Exército sediadas naquele estado, em especial, aquelas situadas em Cuiabá, que estavam alheias a situação e acabaram posteriormente a permanecerem leais ao governo federal. Em substituição ao general Klinger, o coronel de engenharia Oscar Saturnino de Paiva foi nomeado interinamente ao comando daquela Circunscrição Militar. No entanto, Saturnino de Paiva veio a também aderir ao levante deflagrado em São Paulo, o que em muito facilitou a aliança entre os paulistas e as unidades do Exército situadas na região sul do Mato Grosso, garantindo o apoio daquela região a causa revolucionária.
Vespasiano Martins, na qualidade de representante político daquela região, declarou apoio a Revolução Constitucionalista, fazendo coro pela Reconstitucionalização do Brasil e, somando a essa causa, também a defesa pela autonomia estadual da região sul do então estado do Mato Grosso, atualmente contemplada pelo Mato Grosso do Sul. Assim, em 11 de julho daquele ano, em cerimônia solene ocorrida na tarde daquele dia em Campo Grande, foi declarada a emancipação daquela região e criado do Estado de Maracaju, cuja capital passou a ser a cidade de Campo Grande, tendo sido na mesma cerimônia empossado no cargo de chefe estadual Vespasiano Martins, sob aclamação popular. A sede daquele governo foi instalada na atual loja Maçônica da Avenida Calógeras daquela cidade.
No entanto, com a rendição dos rebeldes em São Paulo, em 2 de outubro de 1932, os líderes políticos e militares de Maracaju também foram obrigados a se renderem e com isso o novo estado bem como o seu governo foram dissolvidos. Não obstante, o Estado de Maracaju serviria de embrião para a criação do atual Estado do Mato Grosso do Sul, criado pela Lei Complementar nº 31 de 11 de outubro de 1977, sancionada pelo Presidente da República Ernesto Geisel, tendo sido efetivamente consumada a divisão territorial em 1º de janeiro de 1979, uma divisão desejada naquela região desde a época da Guerra do Paraguai. Após a Revolução, Vespasiano Martins foi obrigado a passar cerca de seis meses exilado na Argentina e depois no Paraguai, onde se dedicou à medicina, chegando a instalar um consultório.

### Retorno ao Brasil
Em abril de 1933, retornou ao Brasil e se tornou um dos fundadores do Partido Progressista no estado do Mato Grosso. Em 31 de outubro de 1934, com grande popularidade na época, foi nomeado novamente prefeito de Campo Grande, onde permaneceu até 17 de setembro de 1935, quando foi eleito prefeito de Campo Grande. Naquele ano ajudou a fundar o Partido Evolucionista de Mato Grosso, somou as forças de oposição ao então interventor Leônidas Antero de Matos. Ainda em 1935, foi eleito indiretamente pela Assembléia Constituinte de Mato Grosso a senador.
Em 1936, junto com o senador João Vilas Boas, liderou a formação da Aliança Mato-Grossense, constituída por dissidentes do Partido Liberal Mato-Grossense e do Partido Evolucionista, em oposição ao governo de Mário Correia da Costa. Porém, no fim daquele ano, ao lado de Vilas Boas, sofreu um atentado encomendado por Mário Correia da Costa, então governador do Mato Grosso, incomodado pela crescente oposição da Aliança Mato-Grossense, grupo de políticos de oposição que tinha entre seus líderes justamente os senadores Vespasiano e Vilas Boas. Embora alvejado por três tiros em seus membros e gravemente ferido, sobreviveu sem sequelas.
Exerceu o seu mandato de senador até 10 de novembro de 1937, data em que ocorreu um golpe de estado liderado por Getúlio Vargas e o general Góis Monteiro que resultou no regime do Estado Novo que, entre outros medidas, dissolveu o Congresso Nacional. Na sequência desse evento, Vespasiano Martins voltou a clinicar em Campo Grande, assumindo a prefeitura de Campo Grande em 12 de agosto de 1941, por nomeação federal, a convite de Júlio Müller, então interventor do Mato Grosso.
Após o fim da ditadura do Estado Novo, em outubro de 1945, funda no estado a União Democrática Nacional (UDN), partido pelo qual se elegeu novamente senador da República.

### Afastamento da vida política e Morte
Em 1952, sofreu um enfarte, o que comprometeu em grande parte de seu coração.
Em 1955, após concluir o seu último mandato como senador e com a saúde frágil, retira-se da vida pública.
Faleceu em Campo Grande no dia 14 de janeiro de 1965. Era casado com Celina Martins, com quem teve quatro filhos.
Paralelamente à política e à medicina, foi também fazendeiro em seu estado, tendo pertencido à Sociedade Rural Brasileira.
Vespasiano Martins é patrono da cadeira nº 22 da Academia Sul-Mato-Grossense de Letras.
Um de seus genros, Wilson Barbosa Martins, foi governador do Mato Grosso do Sul por dois mandatos.